# Le Démon de midi (roman)
Pour les articles homonymes, voir Le Démon de midi.
Le Démon de midi est un roman de l’écrivain français Paul Bourget (1852 † 1935) paru en 1914 aux éditions Plon-Nourrit à Paris. Ce roman à thèse à forte teneur idéologique, comme L'Étape (1902) ou Un divorce (1904), permet à l’académicien de développer les thèmes sociaux, politiques et religieux qui lui sont chers et qu’il a découverts en lisant Joseph de Maistre, théoricien de la Contre-révolution : la lutte contre les idées révolutionnaires et la défense de l’Église catholique, de la famille traditionnelle et des valeurs patriotiques. En décrivant les milieux ecclésiastiques de l’époque, alors agités selon lui par des controverses dangereuses, Paul Bourget affirme la nécessité d’une discipline de l’esprit et des mœurs, et, conséquemment, d’une autorité supérieure à toute discussion, d’un magistère infaillible qui règle cette discipline.
Le livre s’inscrit au cœur de la crise moderniste, qui, entre 1900 et 1910, remet en cause les valeurs traditionnelles de l’Église catholique et suscite l’émotion des théologiens proches du pape Pie X. Paul Bourget se fait l’interprète des positions exprimées par le Saint-Siège dans les textes pontificaux publiés à cette époque et qui condamnent sans appel le courant moderniste.
La publication du Démon de midi est l'occasion pour les historiens du modernisme dans l'Église catholique de livrer leur interprétation sur les thèses dégagées dans le roman et sur les limites de la vision conservatrice du romancier.

## Titre et dédicace
L'expression « démon de midi » prise dans son sens actuel, décrit les appétits sexuels redoublés qui s'emparent d'hommes ou de femmes mûrs, au midi de leur vie. Paul Bourget donne comme titre à son roman cette expression, mais comprise dans son sens premier, l'acédie, un des sept péchés capitaux. Ce terme de « démon de midi » semble s'être appliqué dès le IVe siècle « aux moines du désert, à l'impatience de la solitude et de la vie claustrale qui peut s'emparer d'eux, les affligeant de visions mélancoliques et d'un désir incoercible de changer de place ». Midi est la période de la journée la plus propice aux assauts du démon de l'acédie.
Le roman est dédié à René Bazin, un ami fidèle et un appui littéraire constant, par une longue lettre datée du 24 juin 1914. Cette lettre-préface, destinée à rendre hommage au moraliste catholique auquel Bourget s'adresse, veut expliquer pourquoi est née l'idée d'écrire le présent roman à thèse. Paul Bourget donne les raisons profondes de son initiative : tracer le portrait des « hérésiarques et révolutionnaires » présents dans les milieux religieux novateurs et apostats de l'époque, décrypter leurs pratiques nouvelles comme le retour à la messe primitive ou le mariage des prêtres. L'auteur se défend aussi dans cette préface de quelque ressemblance que ce soit entre ses personnages romanesques et le protestant converti et promoteur du modernisme irlandais George Tyrrell.
Cet avant-propos est enfin destiné à rappeler le souvenir du « romantique conservateur » Walter Scott, auteur des Puritains d'Écosse, œuvre à laquelle Bourget se réfère comme modèle de roman évoquant des thèses religieuses.

## Genèse du roman
Commencé à Clermont-Ferrand en 1912, Le Démon de midi n'est terminé qu'en juin 1914. L'idée première est née le 7 août 1898 au cours d'une conversation avec Eugène-Melchior de Vogüé lors du cinquantenaire des funérailles de Chateaubriand célébré à Saint-Malo, sur l'incohérence du comportement de Chateaubriand qui vivait d'une manière et pensait d'une autre. La première ébauche du roman est terminée à Paris, rue Barbet-de-Jouy, chez la marquise d'Argenson, voisine et confidente du romancier qui n'a que sa rue à traverser pour lui rendre visite.

La genèse du Démon de midi dans les salons de la marquise d'Argenson, 1912
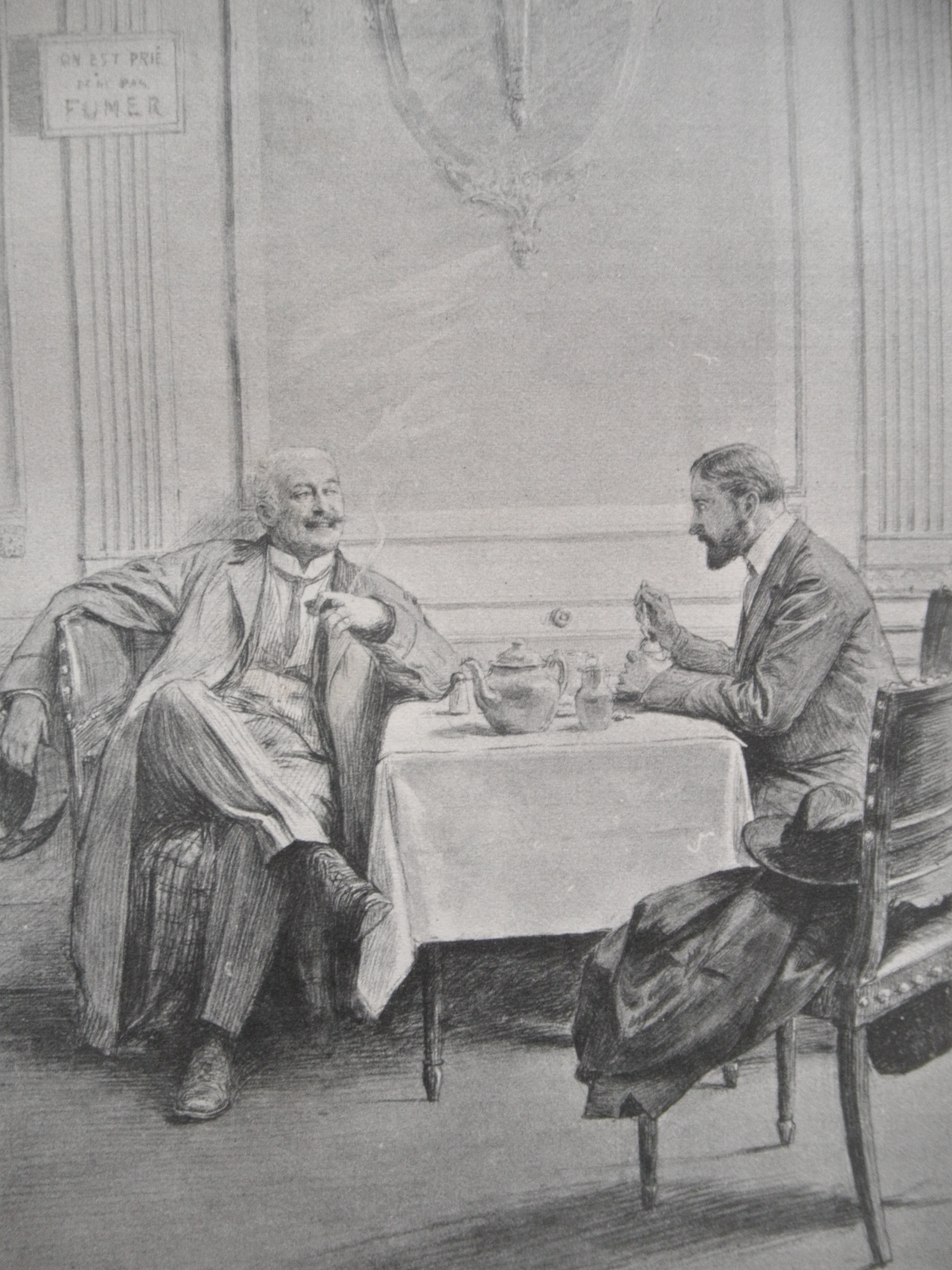
Calvières et Louis Savignan, personnages principaux du roman[5].
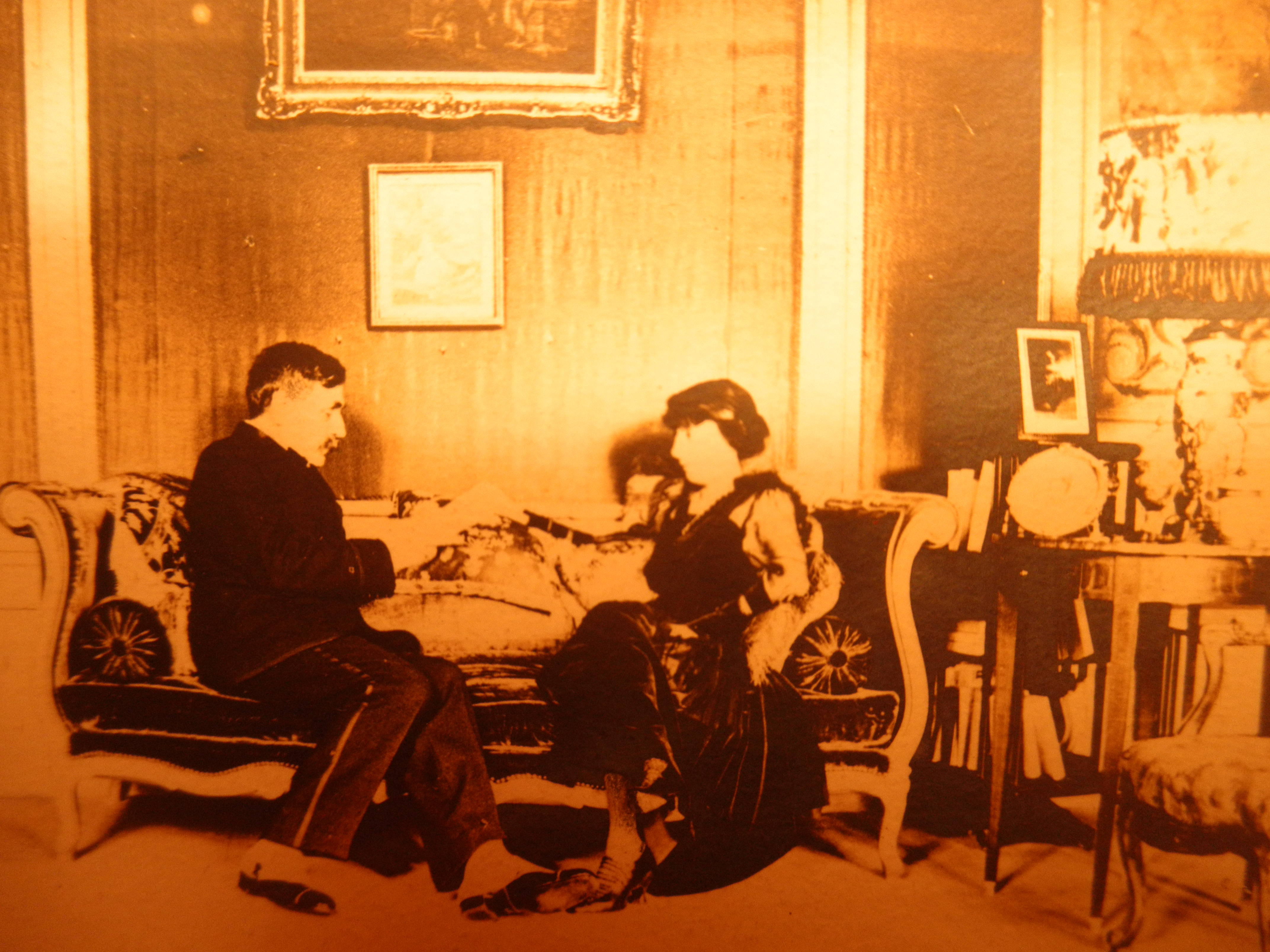
Les salons parisiens de la marquise d'Argenson. Bourget relit le manuscrit[Note 3].
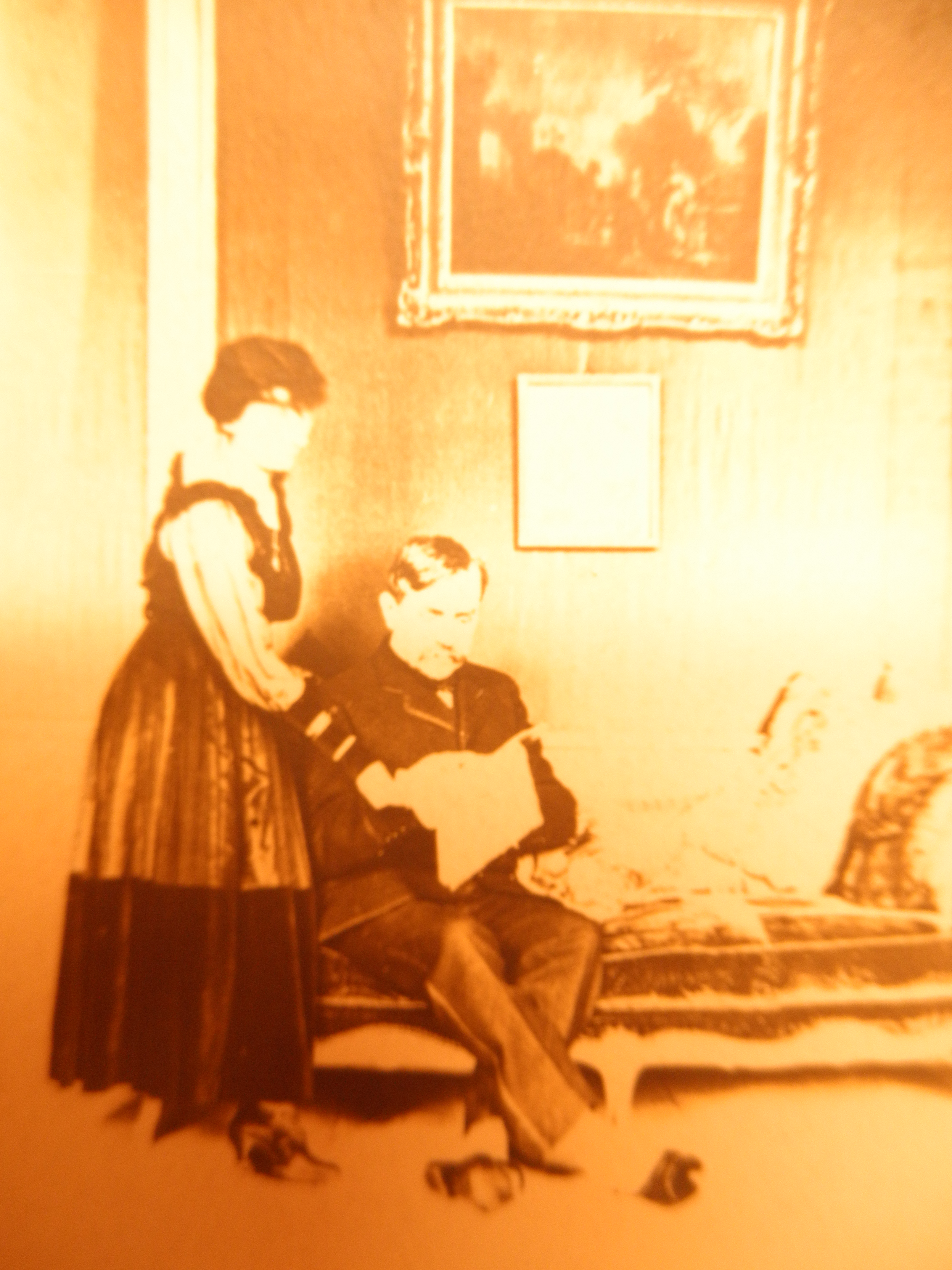
Bourget et Mme d'Argenson rue Barbet-de-Jouy, devant le manuscrit du roman[Note 4].
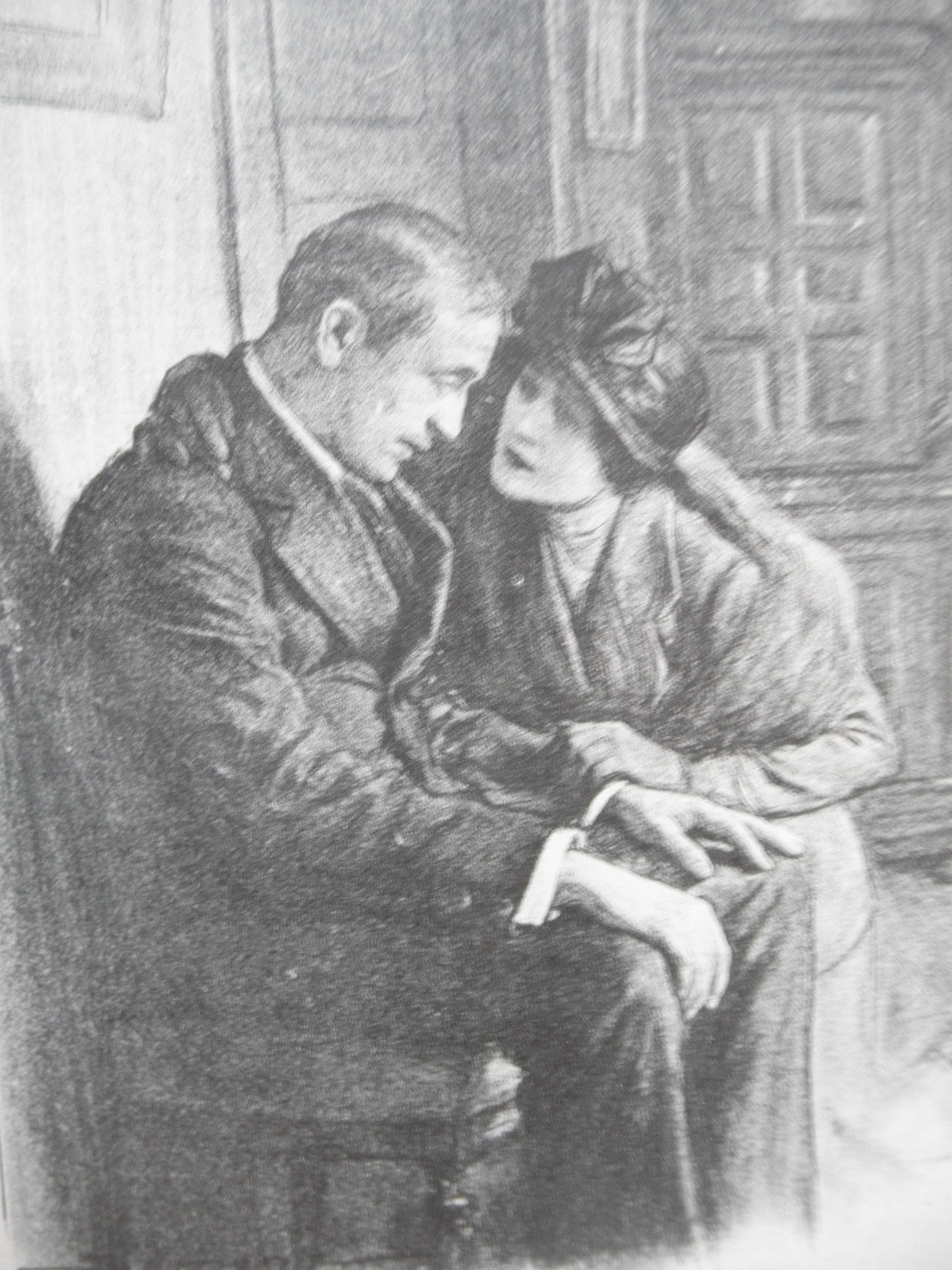
Jacques Savignan et Thérèse, deux protagonistes du roman[6].

Exemplaire enrichi d'un envoi autographe de l'auteur pour Gérard Bauër et préface corrigée de la main de Paul Bourget
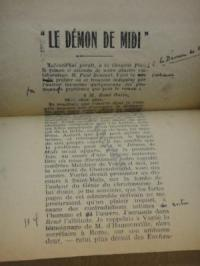
Préface corrigée de la main de Bourget.
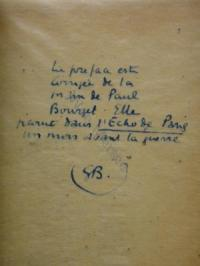
Note manuscrite de Gérard Bauër.
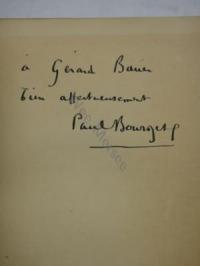
Envoi autographe de Bourget à Bauër.

## Contexte historique du modernisme
Le courant du modernisme correspond à une crise des valeurs affectant les sociétés catholiques au début du XXe siècle. Le but poursuivi est de réformer l'enseignement de la théologie, de renouveler l'exégèse et l'apologétique chrétienne pour les mettre en harmonie avec les démarches de la philosophie moderne et en acceptant les exigences des sciences profanes. Le moderniste français le plus en vue est à l'époque Alfred Loisy, ancien professeur d'Écriture sainte à l'Institut catholique de Paris, congédié par cette institution pour des publications jugées hétérodoxes, puis frappé d'excommunication majeure en 1908 par le pape Pie X.

### Position du Pape Pie X: le corpus antimoderniste

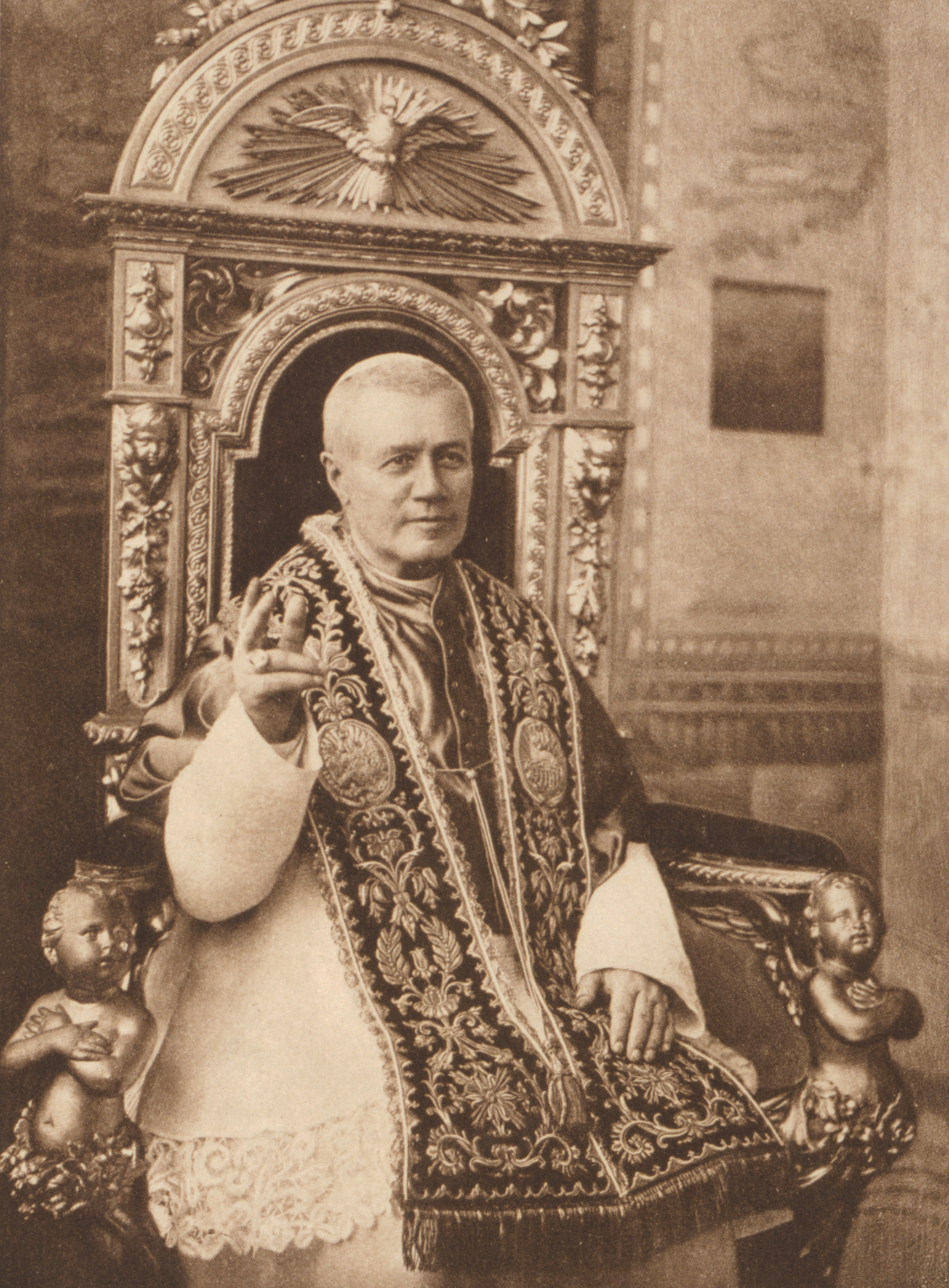
Le pape Pie « le saint et le grand », condamne le modernisme sans appel en 1907.

Le Pontife suprême annonce que le mot d'ordre de son pontificat est « de tout restaurer en Jésus-Christ » et il entreprend deux campagnes très actives contre le modernisme.
En 1907 d'abord, avec le décret Lamentabili sane exitu, avec également l'encyclique Pascendi et le motu proprio Præstantia du 18 novembre 1907 affirmant la pleine autorité des décrets de la Commission biblique (ils sont nombreux contre les théories scripturaires des modernistes) et portant l'excommunication réservée au souverain Pontife contre ceux qui professent les erreurs modernistes. Ce mouvement reçoit d'ailleurs sa consécration officielle de l'encyclique Pascendi Dominici Gregis (8 septembre 1907), de Pie X, qui y voit la « synthèse de toutes les hérésies » et le condamne sans appel.
En 1910 ensuite, c'est à la suite de cette seconde campagne contre le modernisme instituant le serment antimoderniste que Paul Bourget se positionne en faveur des thèses du Magistère avec la publication du Démon de midi.
En 1914, une liste de 24 thèses thomistes, considérées comme proponantur veluti normæ directivæ tutæ, est promulguée afin de lutter contre le modernisme. Le pape instaure aussi tout un programme de lutte : surveillance des séminaires, censure des livres et périodiques, établissement de conseils diocésains de vigilance.
Les témoignages de fidélité au Magistère de la part du clergé ou des historiens se retrouvent dans des ouvrages destinés à relayer ces principes auprès des fidèles ou des séminaristes comme le livre de l'abbé Augustin Aubry, aumônier du carmel de Compiègne et prêtre du diocèse de Beauvais, Contre le modernisme (1927), ou encore les développements du père Yves de La Brière dans la revue Études, qui justifie les « précautions rigoureuses de Pie X car le modernisme est l'hérésie qui conteste la réalité historique des enseignements de Jésus-Christ ». D'autres relais de la lutte antimoderniste œuvrent dans le même sens : le père Charles Maignen, le chanoine Georges Monchamp, l'abbé Henri Delassus, le père jésuite Fontaine,, les abbés Paul Boulin et Bernard Gaudeau, le chanoine Théodore Delmont,, Léonce de Grandmaison ou surtout Umberto Benigni, créateur de La Sapinière. Un observateur non chrétien comme l'historien Charles Guignebert, dans Modernisme et tradition catholique en France (1908), estime que les contradictions internes vouent de toute façon le modernisme à l'échec.

### Ce que Paul Bourget pense du modernisme
Le romancier relaie la position de l'Église catholique représentée par le pape Pie X en publiant des articles élogieux sur le Saint-Père. Bourget se fait l'écho dans ses écrits, des textes (encyclique et Constitution apostolique) publiés par le Vatican. La deuxième campagne du Magistère de l'Église catholique a lieu en 1910, peu de temps avant la publication du Démon de midi, avec la publication du motu proprio Sacrorum Antistitum du 1er septembre 1910 promulguant « un ensemble de mesures pour enrayer la progression des modernistes qui se sont constitués en société secrète, et instituant le serment antimoderniste ». Paul Bourget « magnifie les textes promulgués par le pape qui ont montré le Saint-Père dans son rôle providentiel de défenseur de la raison humaine ».
En 1908, l'écrivain publie Le Pape de l'ordre pour expliquer que l'Église est « la forteresse intérieure, la société modèle de toutes les sociétés où s'équilibrent l'indépendance et l'obéissance, l'éternel et le transitoire, la tradition et le renouveau ». Bourget critique déjà le modernisme de Loisy dans une lettre à Ferdinand Brunetière en 1903, dans L'Écho de Paris notamment le 27 avril 1908 et dans son Billet de Junius en 1909. En 1906, à la demande de l'Institut d'Action française, il inaugure la chaire du Syllabus que dirige l'abbé Georges de Pascal et auquel Mgr de Cabrières apporte son soutien.
La position hostile à l'égard du Sillon affichée par le romancier, comme le note Éric Vatré, s'inscrit également dans ce contexte où le Magistère donne les orientations intellectuelles de la lutte antimoderniste.

### Historiens du modernisme face aux thèses de Paul Bourget

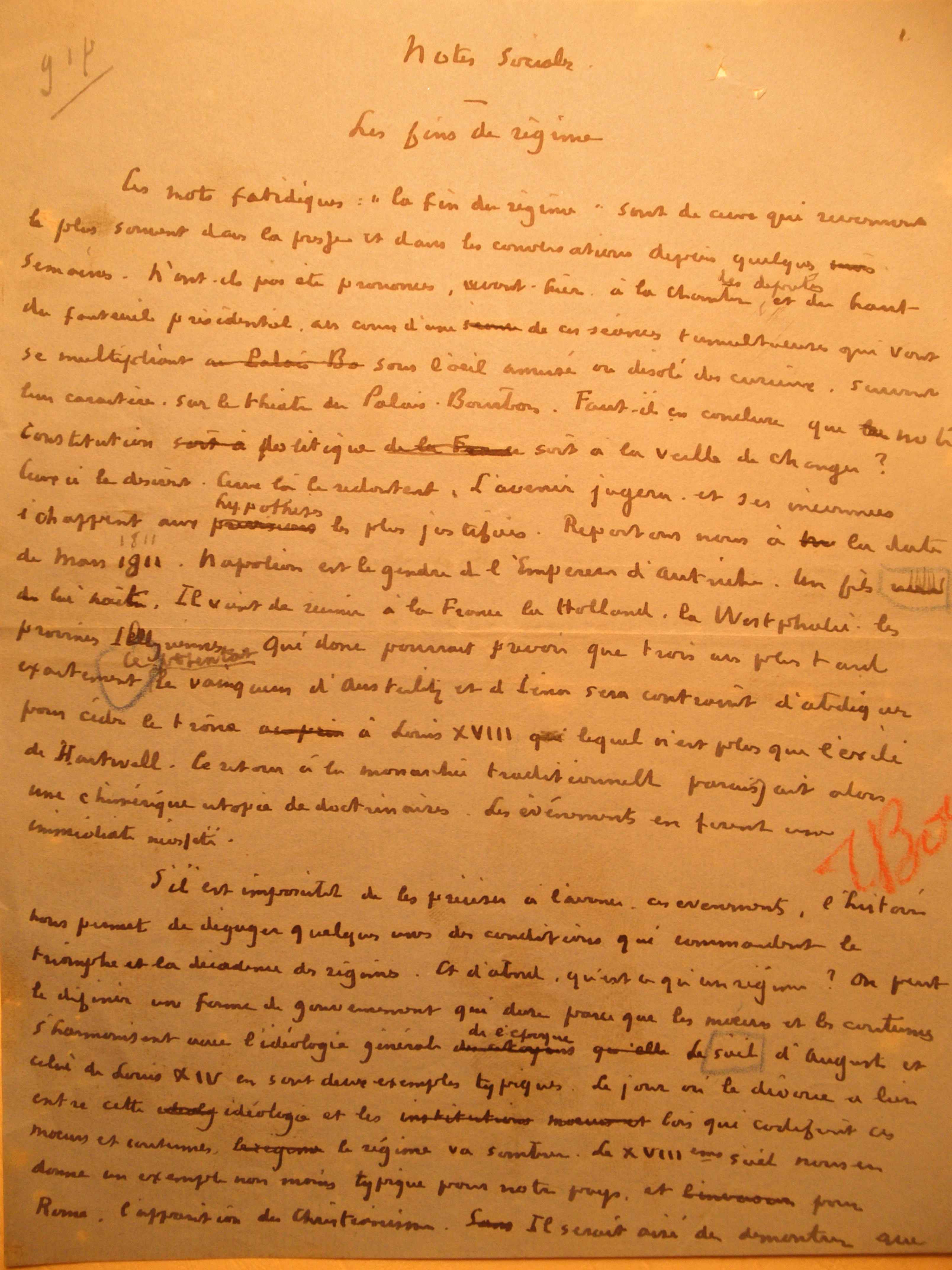
Paul Bourget : manuscrit des Notes sociales.

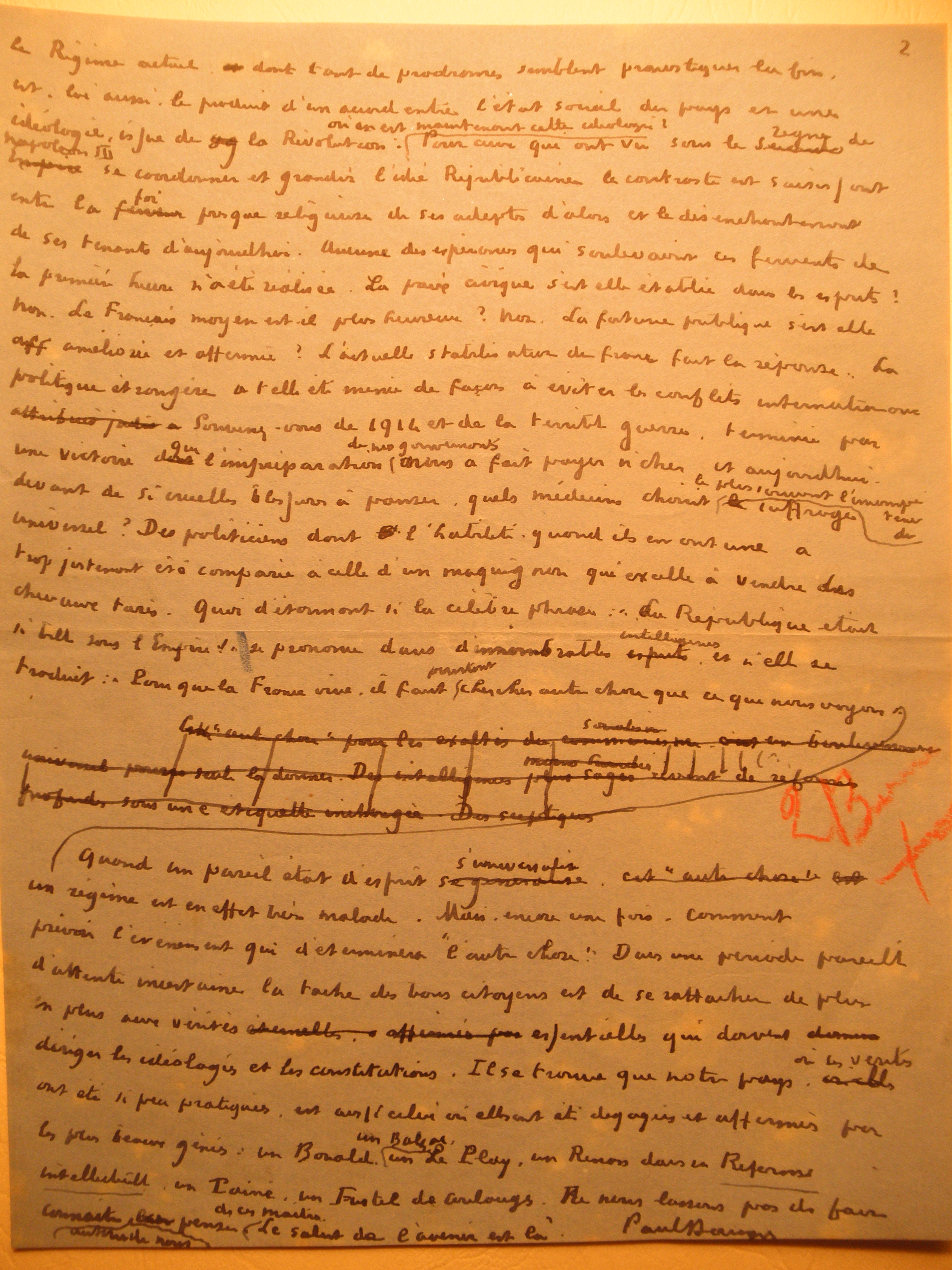
Paul Bourget : manuscrit des Notes sociales.

Qu'est-ce qui préoccupe Paul Bourget dans le modernisme ? Ce n'est pas, précise Émile Goichot, l'un des spécialistes du modernisme, sa dimension intellectuelle, les problèmes critiques et exégétiques. Pour le romancier catholique, ces questions sont accessoires. Ses convictions sont fondées ailleurs : « Il a trouvé dans le catholicisme une discipline morale et sociale, l'Église », qui est comme il l'écrit dans L'Écho de Paris du 31 mai 1907 (peu avant la condamnation du modernisme en 1907), « le milieu par excellence de la discipline et de la hiérarchie » : une Église qui est, y écrit-il encore, « maîtresse d'ordre ». Tout ce qui met en cause le magistère de l'Église, menace aussi ce modèle : le modernisme a une proximité avec la démocratie. Voilà la logique conservatrice, poursuit Goichot, qui « explique sans doute l'hostilité farouche qu'il suscite chez ceux qui, dans le voisinage de Bourget, conciliaient agnosticisme et religion de l'ordre ». Et Goichot ajoute en note : « on pense bien entendu à Maurras ; l'attitude de Barrès est plus complexe ». L'ambition de Bourget, ajoute Pierre Colin, c'est « de démontrer au besoin par l'absurde, la nécessité sociale des principes catholiques les plus stricts. »
Henry Bordeaux livre lui, une interprétation élogieuse de l'engagement spirituel de son ami : « Je voudrais montrer à quel point la conversion de Paul Bourget, due en partie à sa femme qui était d'une intelligence remarquable et d'un catholicisme fervent étayé par de fortes études, et aux recherches intellectuelles d'un esprit qui ne se satisfait pas des apparences et qui remontait aux causes, a orienté son œuvre romanesque, non pas dans un sens théorique artificiel, mais dans le sens de la vérité observée et objective ».
Bourget sait que les modernistes désirent renouveler l'enseignement de la théologie, l'exégèse et l'apologétique chrétienne en fonction des exigences intellectuelles contemporaines. Il a en Henri Bremond — prêtre lui-même et proche du courant moderniste — un bon informateur. Mais sa préoccupation étant avant tout l'Ordre, son roman ne traite pas vraiment, ne serait-ce qu'en toile de fond, du destin d'Alfred Loisy. Loisy est la figure centrale du modernisme en France,. À partir de 1881, il est professeur d'Écriture sainte à l'Institut catholique de Paris mais en 1893, malgré le soutien de son recteur Maurice d'Hulst, il est privé de son enseignement à l'Institut catholique « dans des conditions qui ne font pas honneur à celui-ci », écrit en 1997, pierre Colin. Loisy retrouve un enseignement de qualité à l'École pratique des hautes études à partir de 1900, ce qui lui donne l'occasion de publier le livre qui allait porter la crise moderniste à son paroxysme L'Évangile et l'Église en novembre 1902, « sans doute la date la plus importante du modernisme » selon Maurilio Guasco, prêtre catholique du diocèse d'Alexandrie et historien ; le pape y voit la « synthèse de toutes les hérésies » puisque Loisy dans son ouvrage, « limite systématiquement l’horizon du Jésus de l’histoire à des dimensions purement humaines », ce que Bourget traduit par l'expression « pot pourri théologique [sic] ».

## Résumé du roman
Louis Savignan, célèbre écrivain catholique, âgé d'à peine quarante ans, est sollicité par un riche industriel, Fernand Calvières, pour briguer un siège aux élections législatives en Auvergne. L'écrivain accepte la proposition qui lui est faite et se rend dans sa région natale où il retrouve son ancienne fiancée Geneviève de Soléac qui l'avait quitté sous la pression de sa famille pour épouser Calvières. Savignan devient son amant malgré ses principes religieux et met alors en péril ses projets électoraux. Le fils de Louis Savignan, Jacques, profondément attaché à son père, s'éloigne cependant des idées paternelles sous l'influence de l'abbé Fauchon, prêtre austère et profondément dévoué. Ce dernier, rallié à la cause moderniste, est spécialisé dans l'histoire ancienne de l'Église. Il propose alors « une révision scientifique des livres saints, l'emploi des langues nationales dans la liturgie, le mariage des prêtres, l'initiative de jeter les bases d'une Démocratie universelle ». Il vient de plus, d'être interdit pour avoir fait paraître un livre sur la Discipline des premiers siècles, où il constate particulièrement l'habitude ancienne du mariage des prêtres. Jacques Savignan aurait voulu épouser Thérèse Andrault. Celle-ci s'enfuit de chez ses parents et épouse en fait l'abbé Fauchon qui vient de renoncer au sacerdoce pour fonder un culte nouveau, qu'il estime être un retour à l'authenticité des premiers âges de l'Église, et qu'il intitule « Culte des Catacombes ». Louis Savignan polémique alors violemment avec l'ancien abbé.
La relation adultère entre Louis Savignan et Geneviève Calvières est découverte par le mari de même que les lettres d'amour de l'écrivain catholique à Geneviève. Calvières les apporte à Fauchon pour qu'il les utilise éventuellement dans la polémique contre Savignan. Son fils Jacques est averti par Thérèse Andrault de la démarche de Calvières, car Thérèse veut éviter tout scandale et s'est déjà détachée spirituellement de l'ex-abbé. Jacques se rend donc chez le prêtre défroqué et s'empare par la violence des lettres compromettantes. Fauchon saisit un pistolet qui traîne sur la table dans l'intention de faire peur à Jacques. Thérèse qui assiste à la scène intervient pour défendre Jacques et un coup part accidentellement, blessant mortellement Jacques Savignan. Au cours de sa longue agonie, ce dernier demande à tous les protagonistes de réparer leurs erreurs. Ce qu'ils font : Thérèse retourne chez ses parents, Geneviève renoue avec Calvières et Louis Savignan traverse une longue période de doutes sur sa foi, mais on devine qu'il les surmontera. Quant à l'abbé Fauchon, il se retire dans un couvent et renoue avec l'Église.

## Personnages

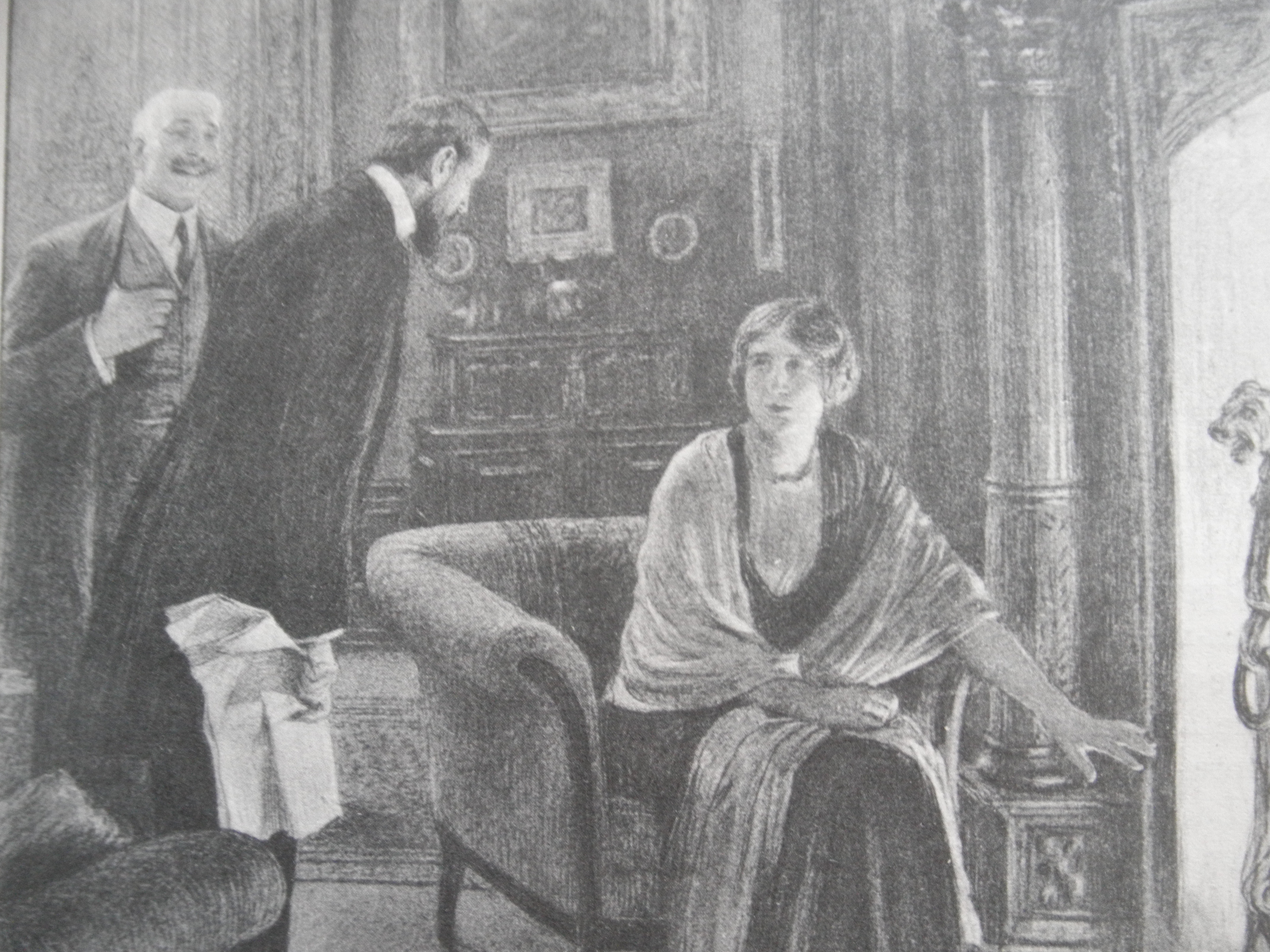
Calvières et son épouse Geneviève reçoivent Louis Savignan.

### Louis Savignan
Louis Savignan, originaire de Clermont-Ferrand comme Paul Bourget, est un historien et polémiste de talent d'une quarantaine d'années ; il est aussi un catholique à la conduite irréprochable, rejoint par une ancienne passion amoureuse qu'il avait cru pouvoir oublier. Il renoue vingt ans après avec ce passé brûlant dont il se croyait pourtant préservé par les exigences d'un militantisme héroïque favorable au conservatisme. Le héros principal du roman subit au fil des pages l'influence de la Liturgie même s'il ne la connaît pas si bien que les prêtres de La Colline inspirée que dépeint Maurice Barrès. Cependant, malgré cette méconnaissance, il pense à plusieurs reprises à cette liturgie sanctifiante et s'en souvient dans les moments les plus critiques de sa vie agitée.
La peinture du désordre intérieur du personnage, son incohérence entre ce qu'il pense et écrit d'une part et d'autre part, entre ce qu'il accomplit dans sa relation adultère avec Geneviève Calvières, constitue la partie essentielle du roman. Son âme est trop faible et la tentation est trop forte.

C'est cette contradiction intérieure qui fait dire à Dom Bayle, personnage secondaire du roman et proche de Louis Savignan : 

« il faut vivre comme on pense, sinon, tôt ou tard, on finit par penser comme on a vécu »

— Paul Bourget, Le Démon de midi, Paris, Plon, 1914, p. 375.

### Abbé Fauchon
L'abbé Justin Fauchon est le personnage principal de l'intrigue. C'est un homme d'Église qui passe « de la rigueur et de l'orthodoxie dans la pratique de la Foi à l'hérésie » puisqu'il délivre son âme en fondant une Église schismatique et autonome, La Catacombe et en publiant un ouvrage moderniste, profanatoire et agnostique. Il défraie la chronique en se mettant en ménage avec une jeune fille, Thérèse. Le personnage rappelle étrangement Charles Loyson, dit le père Hyacinthe, qui, en 1869 se révolte contre l'autorité pontificale, est frappé d'excommunication majeure et épouse en 1872 une jeune veuve presbytérienne américaine tout en continuant à célébrer la messe, à affirmer sa foi catholique, et en avouant qu’il ressent un attrait pour le protestantisme.

## Lieux du roman

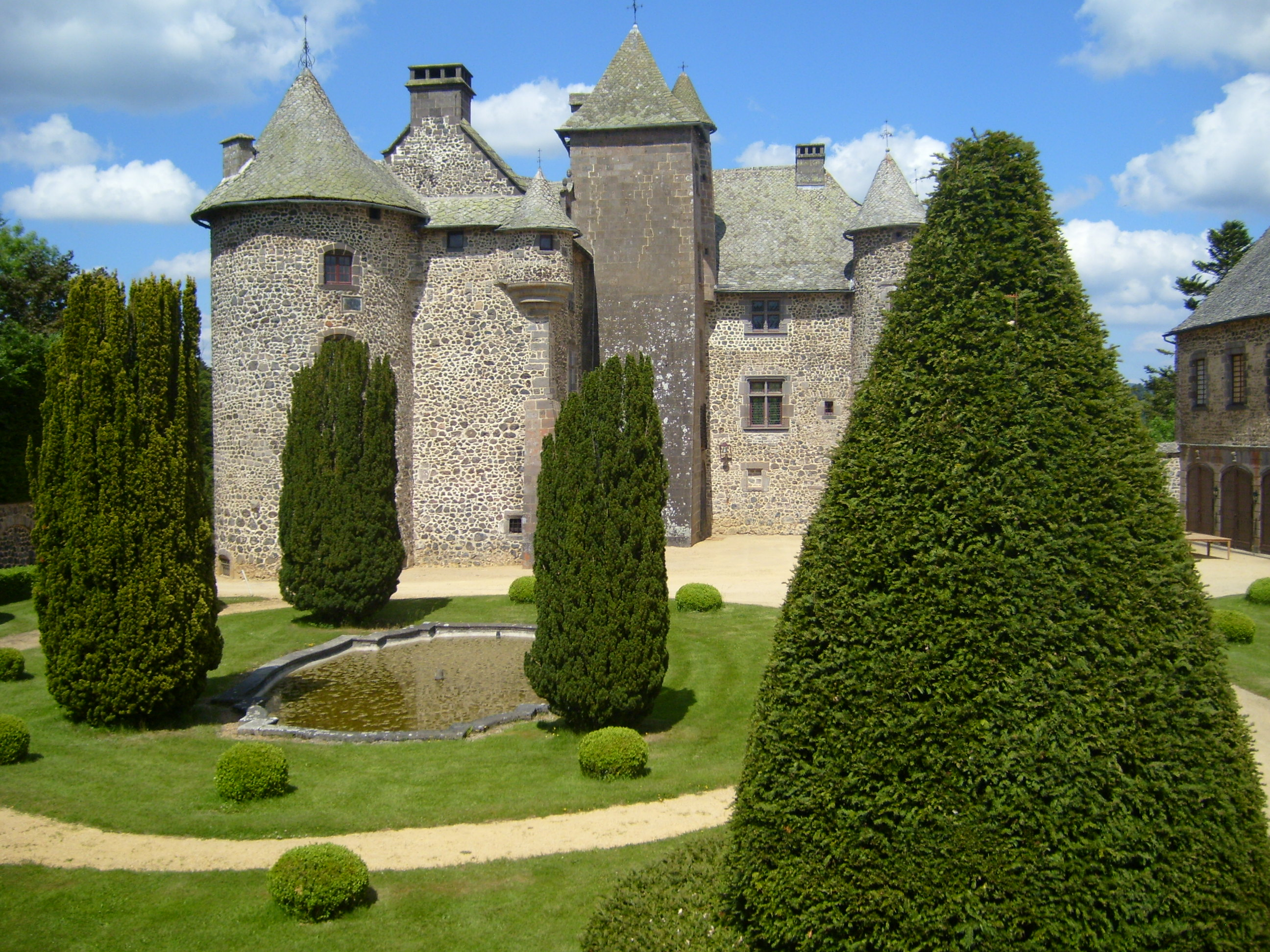
Le château de Cordès où se situe pour partie l'action du roman.

Paul Bourget garde de l’Auvergne des souvenirs de lieux de son enfance qui servent  de cadre à son roman : le château de Cordès ou le lycée Blaise-Pascal de Clermont-Ferrand. Un des protagonistes de ce roman est un ancien élève du lycée de Clermont, qui revient avec son fils dans ces lieux qui ont marqué son enfance ; c'est l'occasion pour Bourget de faire une longue description de l'établissement : 

« (...) Les deux promeneurs débouchaient, en effet, tout en causant, sur la place qui contourne le préau de l'ancien collège des jésuites, devenu le lycée Blaise Pascal. Les pieds de l'homme fait marchaient tout naturellement dans les pas de l'écolier qui jadis courait en galoches sur ces cailloux pointus entre ces maisons sombres de pierres de Volvic. Il s'arrêta pour considérer la bâtisse, théâtre du premier éveil de son intelligence et de sa sensibilité. Le visage du fils exprimait maintenant un intérêt passionné :

– Alors c'était la cour où tu jouais, père ?

– Oui. De douze à seize ans puis, de seize à dix-huit sous ces autres arbres à gauche, il y a deux préaux à côté l'un de l'autre, séparés par un mur. Ces fenêtres que tu vois, au-dessus, c'étaient celles des dortoirs. Mais, allons ! C'est dimanche, jour de promenade. Le lycée doit être vide. On me laissera bien le visiter. Quel bonheur qu'il n'y ait personne et que nous ayons pu passer ! Regarde bien cette cour intérieure, Jacques. C'est un des endroits vénérables de Clermont. Vois comme elle est noblement encastrée dans cette haute construction sévère. C'est ici, à regarder, des années durant, ces quatre façades avec leur austère architecture, mais nette, sobre, précise, que j'ai pris le sentiment de l'ordre français. Les Pères étaient venus de Montferrand, en 1663. Ils voulaient chasser de Clermont le virus janséniste qui restait dans la ville, à cause de Pascal (...) En 1675, donc, ils entreprirent de bâtir ce collège. Ils ne le finirent qu'en 1742, et à leur frais. Voilà qui nous change des gens à présent (...) »

— Paul Bourget, Le Démon de midi, Paris, Plon, 1914.

## Structure narrative
Dans le débat sur la définition du roman qui oppose, au début du XXe siècle, Paul Bourget à Albert Thibaudet, l'auteur du Démon de midi défend l'idée d'une trame du roman français traditionnelle, c'est-à-dire une œuvre qui raconte une histoire, une intrigue, et dans laquelle chaque étape concourt au dénouement final. Dans cette suite d'épisodes qui ont pour but d'acheminer l'histoire vers sa conclusion, les personnages « sont des exemples habilement choisis » et mobilisés pour la démonstration finale.
L'auteur intervient tout au long du schéma romanesque pour expliquer les états d'âme de Louis Savignan ou de l'abbé Fauchon par exemple (métalepse narrative). Sans possibilité de laisser au lecteur une activité interprétative, celui-ci a donc « une activité minimale » puisque le but de ce roman est de le rallier à une thèse.

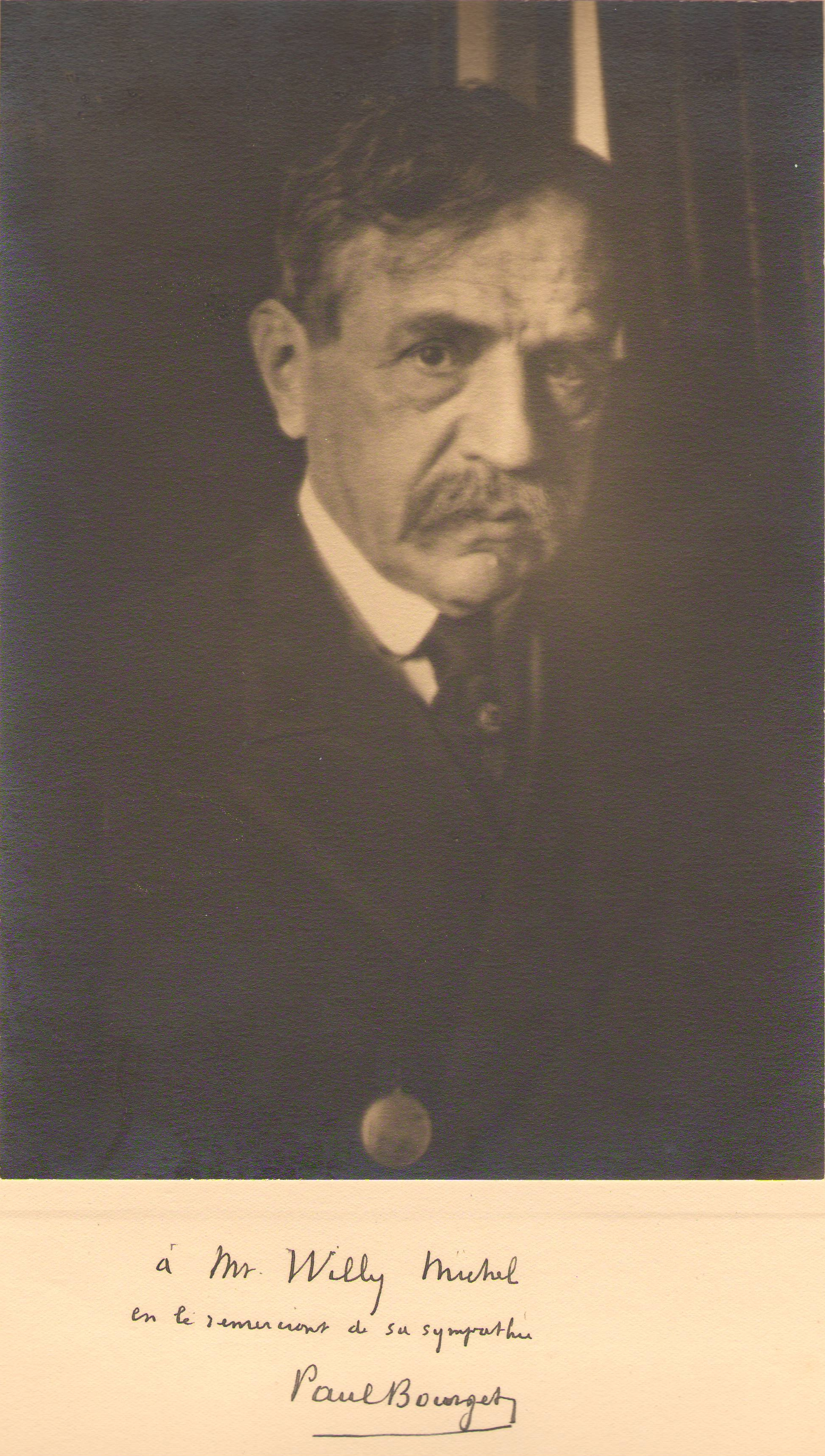
Paul Bourget, romancier opposé aux modernistes.

## Réception de l'œuvre, accueil de la critique
Ce roman paraît en librairie le 22 juillet 1914, juste avant l'entrée en guerre de la France. Moins de 15 jours auparavant en effet, l'archiduc d'Autriche François-Ferdinand, a été assassiné à Sarajevo par un fanatique serbe. Ce roman ne reçoit donc pas l'attention espérée de la part d'un public trop préoccupé par les événements politiques internationaux de l'époque.
André Gide accueille avec certaines réserves favorablement le roman. Il n'en est pas de même pour Paul Valéry qui en 1914 écrit à Gide, parlant du Démon de midi : « Et malgré tout le mépris possible pour le misérable auteur, l'impureté, le bric-à-brac intellectuel, où le médical, le théologique, le balzacoïde s'ensaladent, malgré l'ignominie toujours présente toutefois cela est son meilleur livre. Celui donc où il paraît dans toute sa naïveté [sic] ».
Plus récemment, le psychanalyste Paul-Laurent Assoun évoque dans Le Démon de midi (2008) et sans lui ôter ses ambiguïtés, la position du romancier antimoderniste en 1914. La célébration du centenaire de la Première Guerre mondiale en 2014 est l'occasion pour l'écrivain Philippe Lançon de jeter un œil très critique sur le roman de Paul Bourget : « Le Démon de midi paraît au moment où de nouveaux mouvements artistiques et la guerre le madérisent d’entrée : le cubisme, les poèmes de Guillaume Apollinaire, mais aussi et surtout le premier tome d’ À la recherche du temps perdu, de Marcel Proust, publié l’an dernier, qui enterre vivant tous ces bibelots de psychologie morale. »

## Analyse du roman

### Réversibilité des mérites dans le roman
Avant Le Démon de midi, Bourget étudie ce dogme dans un roman significatif de sa conversion définitive au catholicisme, « peut-être son chef-d'œuvre » selon Henry Bordeaux. Il s'agit de L'Échéance, paru en 1900. L'écrivain y expose ce dogme catholique de la réversibilité des mérites, en mettant en scène un jeune médecin qui apprend que son éducation est le fruit d'un vol de la part de ses parents qui ont jadis détourné un héritage. Le jeune homme va alors se dévouer aux autres hommes, il méritera son destin pour ses parents indélicats.
Dans la démonstration que livre Bourget à la fin du roman, la mort de Jacques Savignan n'est pas inutile. Le jeune homme est, selon le romancier, la victime expiatoire qui rachète les péchés des autres en vertu de ce dogme de la réversibilité dont Bourget a fait le fondement de sa croyance. En effet pour l'Église catholique, la réversibilité est le principe découlant du dogme de la communion des saints, selon lequel les mérites ou les souffrances du saint profitent au coupable. Joseph de Maistre en a fait le fondement d’une théorie disséminée dans toute son œuvre et dont Bourget s'inspire directement. Elle est résumée dans cette formule qui va connaître par la suite de multiples variations : « L’innocent en souffrant ne satisfait pas seulement pour lui, mais pour le coupable, par voie de réversibilité. »

Le sacrifice de l'innocent et sa mort sont le fondement du christianisme, Quod non rapui tunc exsolvebam. Le roman à thèse se révèle être un commentaire de la réversibilité des mérites qui est proclamée solennellement le 1er novembre dans la fête de tous les saints, et qui est affirmée chaque jour à la messe, lors de l'Agnus Dei. Jacques Savignan est mort en offrant son sacrifice pour ceux qu'il aimait : 

« L’idée de la souffrance expiatrice, nombre d’écrivains l’ont apprise à l’école de Joseph de Maistre. Toute une tradition renvoie à lui. Chaque écrivain a tenu le rôle de passeur et d’initiateur. C’est ce caractère non statique de la théorie de la réversibilité qui explique ses richesses, l’abondance des thèmes qu’elle recouvre. Elle offre une clef indispensable à la compréhension de la théologie de la Rédemption et de la mystique de la nature, transposées en une langue magnifique par ces deux premiers initiateurs à la réversibilité que sont Louis-Claude de Saint-Martin et Joseph de Maistre. »

— Nicolas Mulot, La réversibilité, le grand mystère de l'univers, 2007.

### Liturgie et crise de la quarantaine
Paul Bourget, « romancier liturgique », veut également démontrer que les lois du christianisme seules, peuvent rendre une société humaine relativement heureuse. La Liturgie étant la prière officielle de cette conception religieuse, elle doit avoir nécessairement une valeur éminente. Les deux volumes du roman ne sont autre chose que le commentaire scientifique et littéraire d'un seul verset du psaume 90 : A sagitta volante in die, a negotio perambulante in tenebris, ab incussu et daemonio meridiano. Pour Albert Feuillerat, « ce verset est un exorcisme contre cette tentation qui assiège l'homme, au midi, non pas d'un jour, mais de ses jours, dans la plénitude de sa force. »
Le Démon de midi fixe aussi les aspirations liturgiques nouvelles des modernistes et permet à Paul Bourget de préciser les bienfaits de la liturgie traditionnelle, dont le pape Saint Pie X rétablit la beauté primitive à la suite d'une part de l'encyclique Motu proprio du 22 novembre 1903 Inter pastoralis officii sollicitudes sur le chant grégorien et d'autre part de la bulle Divino afflatu du 1er novembre 1911 sur la réforme du Bréviaire et du Missel.
Cette notion de midi, milieu de la journée, mais également milieu de la vie, évoquée par Paul Claudel dans Partage de midi (1905) et plus récemment par Jacques Grand'Maison avec Au mitan de la vie (1976), rappelle au lecteur que Quarante ans « est une grande date liturgique de la vie, une date biblique, date du démon de midi, de la deuxième jeunesse » pour l'âme déchirée de Louis Savignan.

### Étude du modernisme dans le roman
Outre l'intrigue amoureuse et le conflit entre les personnages ou également les conflits à l'intérieur même de ceux-ci comme c'est le cas pour Louis Savignan qui vit en contradiction avec ses principes religieux qu'il affiche constamment, le roman évoque le modernisme à travers la démarche de l'abbé Fauchon. Louis Savignan a un ami religieux, Dom Bayle. Ce sont deux hommes de discipline et qui se méfient des modernistes en qui ils voient des novateurs voulant le plus longtemps possible « rester dans l'Église pour la détruire par le dedans, se soumettre aux apparences et continuer le travail de désagrégation sous étiquette orthodoxe ». Savignan est surtout un conservateur, expliquant que même s'il devenait athée, il resterait catholique, appréciant surtout dans l'Église sa hiérarchie et la soumission des individus à une doctrine commune, sur le « mode maurassien », estime Émile Goichot (de façon réductrice d'ailleurs, l'attitude de Maurras étant autrement complexe en réalité).
Selon l'abbé Jean Lebrec, contrairement à Jean Barois, le roman de Paul Bourget ne met pas en scène des prêtres qui veulent rompre radicalement avec toute foi religieuse comme le héros laïc du roman de Roger Martin du Gard, ou qui ne veulent garder que peu de choses de la foi chrétienne, tel l'abbé Marcel Hébert. Cette œuvre veut « mettre en valeur l'aboutissement normal du modernisme qui ne serait pas l'athéisme (...) mais de graves déviations religieuses, et enfin prendre parti contre ». S'appuyant sur l'article d'Émile Goichot, Maurilio Guasco, estime que les débats du modernisme « n'avaient touché directement qu'un milieu restreint de clercs - dans les deux sens du terme, intellectuels et ecclésiastiques ». Pour l'historien italien, le roman Le Saint de l'écrivain Antonio Fogazzaro, influencé par le courant moderniste, est le plus documenté des romans qui vont faire connaître au grand public les débats entre traditionalistes et modernistes. Guasco poursuit : « Ce seront encore des romans (...) qui vont fixer dans certains milieux et dans l'opinion publique l'image du modernisme pendant une trentaine d'années », et cite parmi ceux-ci Le Démon de midi ainsi que Augustin ou le Maître est là (1933) de Joseph Malègue.
Pour Jean Lebrec, le thème est aussi ailleurs que dans le modernisme, « inspiré qu'il semble de la dualité qui se glissa dans Chateaubriand entre ses convictions et sa vie. » Cette dualité, selon les termes mêmes de Paul Bourget, étant celle « de hautes certitudes religieuses coexistant, chez un homme cultivé, avec les pires égarements de la passion. »

### Influence de l'entrée en guerre
L'entrée en guerre imminente de la France contre l'Allemagne se perçoit dans les remarques patriotiques des protagonistes du roman. Geneviève Calvières peut ainsi affirmer « On n'a jamais affaibli l'Église en France sans affaiblir la France. L'Église est une nécessité française. J'aime l'Église parce que je suis française ». Cette identification patriotique conduit à lutter contre les nations étrangères détentrices de la force brutale comme l'Allemagne. C'est au nom du catholicisme que la victoire doit arriver, selon Paul Bourget qui, dans Le Sens de la mort paru l'année suivante, en 1915, prête au lieutenant Le Gallic les propos suivants : « Et nous les aurons mon cousin. Entendez-vous : j'en suis sûr. Voulez-vous que je vous dise pourquoi ? [...] Vaincue, la France périrait et elle ne doit pas périr parce qu'elle reste le grand pays catholique. Mais, malgré son gouvernement, ses électeurs, ses codes, ses journaux, malgré tout. [...] Nous allons vaincre parce que Dieu va être avec nous. »